# Рила
Ри́ла (болг. Рила) — місто в Кюстендильській області Болгарії. Адміністративний центр общини Рила.

## Населення
За даними перепису населення 2011 року у місті проживали 2368 осіб.
Національний склад населення міста:
| Національність   | Кількість осіб | Відсоток |
| ---------------- | -------------- | -------- |
| болгари          | 2215           | 96,3%    |
| цигани           | 72             | 3,1%     |
| інша             | 3              | 0,1%     |
| Всього відповіли | 2299           |          |

Розподіл населення за віком у 2011 році:
Динаміка населення: